# Tower of Babel (Elton John)
Tower of Babel è un brano rock interpretato da Elton John e composto per la parte musicale dallo stesso artista britannico, mentre il testo è di Bernie Taupin.

## Il brano
Musicalmente, mette in evidenza la Elton John Band al gran completo, formata da Dee Murray (bassista), Nigel Olsson (batterista), Davey Johnstone (chitarrista) e Ray Cooper (percussionista), oltre che dallo stesso Elton (al pianoforte). 
Proveniente dall'album Captain Fantastic and the Brown Dirt Cowboy (1975), presenta la formazione di musicisti al suo massimo e una lussureggiante produzione ad opera di Gus Dudgeon. Il testo di Tower Of Babel (in italiano "Torre di Babele"), molto notato da alcune riviste come Rolling Stone, rimanda all'ermeticità dei primi lavori di Bernie: ci sono infatti allusioni alla Bibbia (in particolare a Sodoma, Gomorra, Caino, Abele e Gesù, senza contare il titolo stesso del brano) e vengono citati elementi diversissimi tra loro (ad esempio, le prime parole sono "Snow. Cement.", ovverosia "Neve. Cemento."). Ancora oggi, il significato del testo risulta oscuro, anche se collocabile in un contesto preciso (l'LP di provenienza è un concept-album autobiografico dedicato agli anni della gavetta e alla relazione, umana e professionale, esistente tra Elton e Bernie). Sembra comunque che si riferisca all'approdo in America di Elton e Bernie, nel 1970.